# Malta da Silva
Pour les articles homonymes, voir Silva.
Malta da Silva est un footballeur portugais, né le 19 février 1943 à Benguela (Angola). Il évoluait au poste de défenseur droite. Depuis il s'est aujourd'hui reconverti en entraîneur.

## Carrière

### Joueur
Malta da Silva a débuté au football dans le plus grand club du Portugal des années 1960. Il rejoint le Benfica Lisbonne dès la saison 1964-65. Sa première saison il n'est pas beaucoup titulaire mais parvient tout de même à avoir six rencontres à son compteur. Depuis, il a évolué trois saisons en équipe réserve du Benfica, sans s'être réellement imposé.
Depuis ses années en équipe réserve il revient dans l'équipe première, et joue à peine une rencontre pendant la saison 1968-69. Sa place de titulaire, il la tient la saison suivante, il y dispute vingt deux rencontres sans avoir marqué le moindre but avec le Glorioso depuis son arrivée. Il devient un membre indispensable même après l'arrivée de Jimmy Hagan qui le fait titulaire, et le fait un homme fort de la défense lisboète. Grâce à ça, il obtient ses premières sélections avec l'équipe nationale du Portugal.
Il reste titulaire les années suivantes, en disputant vingt et une rencontre pour un but pendant la saison 1971-72. Malta fait partie des héros du Benfica, des « années en or » pendant la saison 1972-73 ou son équipe obtient vingt huit victoires en trente match qui est un record, et surtout la saison la plus belle du Benfica au point de vue nationale.
Petit à petit il perd sa place de titulaire, en disputant seulement onze rencontre puis dix rencontres pendant les saisons 1974-75 et 1975-76, avant de prendre fin à sa carrière de footballeur, où il a joué toute sa carrière au Benfica Lisbonne, pendant douze belles années en comptant trois années en équipe réserve.
Au total, il disputera cent trente-neuf rencontres de championnat pendant toute sa carrière.

### Statistiques en joueur
| Championnat | Championnat        | Championnat | Championnat | Championnat | Coupe nationale | Coupe nationale | Coupe continentale | Coupe continentale | Sélection Portugal | Sélection Portugal | Total     | Total     |
| Saison      | Club               | Pays        | Matchs      | Buts        | Matchs          | Buts            | Matchs             | Buts               | Matchs             | Buts               | Matchs    | Buts      |
| ----------- | ------------------ | ----------- | ----------- | ----------- | --------------- | --------------- | ------------------ | ------------------ | ------------------ | ------------------ | --------- | --------- |
| 1964-1965   | Benfica Lisbonne   | I Divisão   | 6           | 0           | inconnu         | inconnu         | inconnu (C1)       | inconnu (C1)       | –                  | –                  | incomplet | incomplet |
| 1965-1966   | Benfica Lisbonne B | Réserve     | –           | –           | –               | –               | –                  | –                  | –                  | –                  | –         | –         |
| 1966-1967   | Benfica Lisbonne B | Réserve     | –           | –           | –               | –               | –                  | –                  | –                  | –                  | –         | –         |
| 1967-1968   | Benfica Lisbonne B | Réserve     | –           | –           | –               | –               | –                  | –                  | –                  | –                  | –         | –         |
| 1968-1969   | Benfica Lisbonne   | I Divisão   | 1           | 0           | inconnu         | inconnu         | inconnu (C1)       | inconnu (C1)       | –                  | –                  | incomplet | incomplet |
| 1969-1970   | Benfica Lisbonne   | I Divisão   | 22          | 0           | inconnu         | inconnu         | inconnu (C1)       | inconnu (C1)       | –                  | –                  | incomplet | incomplet |
| 1970-1971   | Benfica Lisbonne   | I Divisão   | 22          | 0           | inconnu         | inconnu         | inconnu (C2)       | inconnu (C2)       | –                  | –                  | incomplet | incomplet |
| 1971-1972   | Benfica Lisbonne   | I Divisão   | 21          | 1           | inconnu         | inconnu         | inconnu (C1)       | inconnu (C1)       | 5                  | 0                  | incomplet | incomplet |
| 1972-1973   | Benfica Lisbonne   | I Divisão   | 25          | 0           | inconnu         | inconnu         | inconnu (C1)       | inconnu (C1)       | –                  | –                  | incomplet | incomplet |
| 1973-1974   | Benfica Lisbonne   | I Divisão   | 21          | 0           | inconnu         | inconnu         | inconnu (C1)       | inconnu (C1)       | –                  | –                  | incomplet | incomplet |
| 1974-1975   | Benfica Lisbonne   | I Divisão   | 11          | 0           | inconnu         | inconnu         | inconnu (C2)       | inconnu (C2)       | –                  | –                  | incomplet | incomplet |
| 1975-1976   | Benfica Lisbonne   | I Divisão   | 10          | 0           | inconnu         | inconnu         | inconnu (C1)       | inconnu (C1)       | –                  | –                  | incomplet | incomplet |
| Total       | Total              | Total       | ?           | ?           | inconnu         | inconnu         | inconnu            | inconnu            | 5                  | 0                  | incomplet | incomplet |

### Entraîneur
Après toute sa carrière au Benfica Lisbonne, il fait ses débuts d’entraîneur dans une filiale du Benfica, le Benfica Castelo Branco. Pour sa première année d'entraîneur il fait une très belle saison, en permettant à son club d'obtenir la deuxième place qui lui est synonyme de promotion. Sa première saison autre que le championnat, il fait une très bonne impression en assurant le petit club de la Beira intérieure Sud, en étant éliminer en huitièmes-de-finale en coupe du Portugal contre le grand Boavista perdu (0-2).
Sa deuxième saison il parvient à se maintenir en deuxième division, mais même ainsi il ne rénove pas, et quitte le club à la fin de la saison à la suite de deux belles saisons faites avec le club de Castelo Branco.

### Statistiques en entraîneur
| Résultats | Résultats              | Résultats                | Résultats | Résultats | Résultats | Résultats | Résultats | Autres matchs | Autres matchs | Autres matchs | Autres matchs | Total       | Total   | Total      |
| Saison    | Club                   | Pays                     | Place     | Victoires | Nuls      | Défaites  | Titres    | Victoires     | Nuls          | Défaites      | Titres        | % Victoires | % Nuls  | % Défaites |
| --------- | ---------------------- | ------------------------ | --------- | --------- | --------- | --------- | --------- | ------------- | ------------- | ------------- | ------------- | ----------- | ------- | ---------- |
| 1979-1980 | Benfica Castelo Branco | III Divisão - Série D    | 2e        | 16        | 9         | 5         | Promu     | 4             | 0             | 1             | –             | 57,14 %     | 25,71 % | 17,14 %    |
| 1980-1981 | Benfica Castelo Branco | II Divisão - Zona Centro | 12e       | 8         | 10        | 12        | –         | 1             | 0             | 1             | –             | 28,12 %     | 31,25 % | 40,62 %    |
| Total     | Total                  | Total                    | Total     | 24        | 19        | 17        | –         | 5             | 0             | 2             | –             | 43,28 %     | 28,35 % | 28,35 %    |

- Autres matchs : sont considérées comme des compétitions officielles des matchs non-championnat (coupe nationale, coupe de la ligue, coupes continentales, matchs de play-offs, supercoupe.. etc). Compétitions non acceptée : compétitions non officielles (matchs amicaux, trophée de pré-saison)

## En sélection nationale
Malta da Silva fait ses débuts en sélection le 17 février 1971 alors que José Gomes da Silva lui donne sa chance sur le terrain. Il joue seulement les quarante cinq minutes de la première mi-temps contre la Belgique ou son équipe se voit lourdement perdre par (0-3).
Depuis, il joue pratiquement toutes les rencontres de l'année 1971, cinq au total pour les Éliminatoires du championnat d'Europe de 1972. Malta joue uniquement toute la rencontre contre l'Écosse à Lisbonne et au retour à Glasgow.
Au total il dispute cinq sélections avec le Portugal durant l'année 1971. Il ne jouera pas plus, depuis que José Augusto prend en main la sélection, Malta da Silva ne rentre pas dans les plans du nouveau sélectionneur.

## Sélections
| Sélections | Date             | Stade                        | Adversaire | Résultat | Minutes | Compétition                                   | Buts |
| ---------- | ---------------- | ---------------------------- | ---------- | -------- | ------- | --------------------------------------------- | ---- |
| 1          | 17 février 1971  | Stade Émile Versé, Bruxelles | Belgique   | 3 – 0    | 45e     | Éliminatoires du championnat d'Europe de 1972 | –    |
| 2          | 21 avril 1971    | Estádio da Luz, Lisbonne     | Écosse     | 2 – 0    | 90 min  | Éliminatoires du championnat d'Europe de 1972 | –    |
| 3          | 12 mai 1971      | Estádio das Antas, Porto     | Danemark   | 5 – 0    | 78e     | Éliminatoires du championnat d'Europe de 1972 | –    |
| 4          | 13 octobre 1971  | Hampden Park, Glasgow        | Écosse     | 2 – 1    | 90 min  | Éliminatoires du championnat d'Europe de 1972 | –    |
| 5          | 21 novembre 1971 | Estádio da Luz, Lisbonne     | Belgique   | 1 – 1    | 45e     | Éliminatoires du championnat d'Europe de 1972 | –    |

## Palmarès

### Benfica
- Vainqueur du Championnat du Portugal : 7 fois — 1964-65, 1968-69, 1970-71, 1971-72, 1972-73, 1974-75, 1975-76
- Vainqueur de la Coupe du Portugal : 3 fois — 1968-69, 1969-70, 1971-72
- Finaliste de la Coupe des clubs champions européens : 1 fois — 1964-65
- Vice-champion du Championnat du Portugal : 2 fois — 1969-70, 1973-74
- Finaliste de la Coupe du Portugal : 4 fois — 1964-65, 1970-71, 1973-74, 1974-75
- Finaliste du Trophée Ramón de Carranza : 1 fois — 1972